# قاعدة قانونية
القاعدة القانونية هي مجموعة من الأحكام التي تصدرها الهيئات التشريعية في دولة ما لتنظيم جانب محدد من حياة الأفراد داخل المجتمع، وتكون سارية المفعول خلال فترة زمنية معينة. تُصاغ هذه القواعد بشكل مكتوب يُلزم الأفراد باتباعها وينظم علاقاتهم الاجتماعية والقانونية. ومن بين خصائص القاعدة القانونية أنها تحمل صفة العمومية والتجريد، إذ تُوجه للأشخاص بناءً على صفاتهم القانونية وليس على أساس الهوية الشخصية. كما أنها تتضمن أوامر ونواهي تهدف إلى تحقيق المصلحة العامة وحماية المصالح الخاصة للأفراد. وفي حالة عدم الالتزام بالقواعد القانونية، يتم فرض عقوبات على المخالفين لضمان الامتثال والتطبيق الفعال للقانون.